# Katoliška univerza Srca Jezusovega
Katoliška univerza Srca Jezusovega (italijansko Università Cattolica del Sacro Cuore, UCSC) je zasebna univerza s sedežem v Milanu, ustanovljena leta 1921. UCSC je največja zasebna univerza v Evropi in največja katoliška univerza na svetu.

## Slavni predavatelji in študenti
- Giovanni Maria Flick
- Laura Abram
- Romano Prodi
- Oscar Luigi Scalfaro
- Amintore Fanfani